# Seznam narodnih herojev Jugoslavije (K)
Seznam narodnih herojev Jugoslavije, katerih priimki se začnejo na črko K.

## Seznam
- Ivan Kavčič Nande (1913–1943), za narodnega heroja proglašen 25. oktobra 1943.
- Savo Kadović (1919–1944), za narodnega heroja proglašen 27. novembra 1953.
- Jože Kadunc (1925–1944), za narodnega heroja proglašen 13. septembra 1952.
- Petar Kalanja (1915–1995), z redom narodnega heroja odlikovan 23. julija 1952.
- Juraj Kalc (1908–1942), za narodnega heroja proglašen 26. septembra 1973.
- Bogdan Kapelan (1914–1941), za narodnega heroja proglašen 24. julija 1953.
- Ismet Kapetanović (1921–1942), za narodnega heroja proglašen 20. decembra 1951.
- Jovo Kapičić (1919–2013), z redom narodnega heroja odlikovan 10. julija 1950.
- Osman Karabegović (1911–1996), z redom narodnega heroja odlikovan 23. julija 1952.
- Boško Karalić (1919–1987), z redom narodnega heroja odlikovan 25. septembra 1944.
- Elpida Karamandi (1920–1942), za narodnega heroja proglašena 11. oktobra 1951.
- Vasko Karangelski (1921–1977), z redom narodnega heroja odlikovan 29. novembra 1953.
- Nikola Karanović (1914–1991), z redom narodnega heroja odlikovan 20. decembra 1951.
- Edvard Kardelj (1910–1979), z redom narodnega heroja odlikovan 20. decembra 1951.
- Petar Kasapović (1914–1995), z redom narodnega heroja odlikovan 24. julija 1953.
- Vojon Katnić (1915–1943), za narodnega heroja proglašen 20. decembra 1951.
- Svetko Kačar Kačo (1917–1944), za narodnega heroja proglašen 5. julija 1951.
- Dušan Kveder Tomaž (1915–1966), z redom narodnega heroja odlikovan 15. julija 1952.
- Lojze Kebe (1908–1942), za narodnega heroja proglašen 5. julija 1951.
- Ante Kelava (1916–1943), za narodnega heroja proglašen 27. novembra 1953.
- Vaso Kelečević (1904–1941), za narodnega heroja proglašen 27. novembra 1953.
- Milić Keljanović (1915–1942), za narodnega heroja proglašen 20.12.1951.
- Jože Kerenčič (1915–1941), za narodnega heroja proglašen 27. novembra 1953.
- Milka Kerin Pohorska (1923–1944), za narodnega heroja proglašena 21. julija 1953.
- Mijo Kerošević (1920–1946), za narodnega heroja proglašen 5. julija 1951.
- Fric Keršič (1908–1942), za narodnega heroja proglašen 27. novembra 1953.
- Bićo Kesić (1918–1942), za narodnega heroja proglašen 27. novembra 1953.
- Mirko Kesić (1923–1944), za narodnega heroja proglašen 23. julija 1952.
- Jovo Kecman (1914–1942), za narodnega heroja proglašen 20. decembra 1951.
- Pero Kecman (1921–1943), za narodnega heroja proglašen 27. novembra 1953.
- Boris Kidrič (1912–1953), z redom narodnega heroja odlikovan 15. julija 1952.
- Milo Kilibarda (1913–1983), z redom narodnega heroja odlikovan 21. julija 1953.
- Slava Klavora (1921–1941), za narodnega heroja proglašena 27. novembra 1953.
- Đuro Kladarin (1916–1987), z redom narodnega heroja odlikovan 23. julija 1952.
- Jože Klanjšek Vasja (1917–1965), z redom narodnega heroja odlikovan 20. decembra 1951.
- Slavko Klobučar (1919–1942), za narodnega heroja proglašen 20. decembra 1951.
- Franjo Kluz (1912–1944), za narodnega heroja proglašen 18. maja 1948.
- Milanka Kljajić (1924–1943), za narodnega heroja proglašena 27. novembra 1953.
- Miloš Kljajić (1916–1944), za narodnega heroja proglašen 6. decembra 1944.
- Mirko Kljajić Stari (1912–1942), za narodnega heroja proglašen 27. novembra 1953.
- Filip Kljajić Fića (1913–1943), za narodnega heroja proglašen 25. septembra 1944.
- Franjo Knebl (1915–2006), z redom narodnega heroja odlikovan 23. julija 1952.
- Vladimir Knežević Volođa (1915–1942), za narodnega heroja proglašen 25. septembra 1944.
- Vuk Knežević (1912–1941), za narodnega heroja proglašen 5. julija 1951.
- Radovan Knežević Tihi (1916–1988), za narodnega heroja proglašen 27. novembra 1953.
- Marko Kovač Šnajder (1910–1944), za narodnega heroja proglašen 20. decembra 1951.
- Slavko Kovač (1919–1942), za narodnega heroja proglašen 27. novembra 1953.
- Štefan Kovač (1910–1943), za narodnega heroja proglašen 20. decembra 1951.
- Boriša Kovačević Šćepan (1908–1943), za narodnega heroja proglašen 22. julija 1949.
- Branko Kovačević Žika Mornar (1924–1996), z redom narodnega heroja odlikovan 5. julija 1952.
- Vasilije Kovačević Čile (1911–1961), z redom narodnega heroja odlikovan 27. novembra 1953.
- Veljko Kovačević (1912–1994), z redom narodnega heroja odlikovan 20. decembra 1951.
- Vojin Kovačević (1913–1941), za narodnega heroja proglašen 14. decembra 1949.
- Vojo Kovačević (1912–1997), z redom narodnega heroja odlikovan 10. julija 1952.
- Đuran Kovačević (1916 - 2007), z redom narodnega heroja odlikovan 13. marca 1945.
- Miloš Kovačević (1910–1943), za narodnega heroja proglašen 24. julija 1953.
- Mirko Kovačević (1916–1941), za narodnega heroja proglašen 20. decembra 1951.
- Mitar Kovačević (1916–1979), z redom narodnega heroja odlikovan 27. novembra 1953.
- Radoslav Kovačević (1917–1942), za narodnega heroja proglašen 20. decembra 1951.
- Radovan Kovačević Maksim (1919–1943), za narodnega heroja proglašen 5. julija 1952.
- Sava Kovačević (1905–1943), za narodnega heroja proglašen 6. julija 1943.
- Ivan Kovačič Efenka (1921–1963), z redom narodnega heroja odlikovan 21. julija 1953.
- Jože Kovačič (1916–1942), za narodnega heroja proglašen 27. novembra 1953.
- Oskar Kovačič (1908–1944), za narodnega heroja proglašen 20. decembra 1951.
- Lazo Kolevski Lazo (1918–1942), za narodnega heroja proglašen 9. oktobra 1953.
- Lazar Koliševski (1914 - 2002), z redom narodnega heroja odlikovan 30. julija 1952.
- Alojz Kolman Marok (1911–1944), za narodnega heroja proglašen 20. decembra 1951.
- Slavko Komar (1918–2012), z redom narodnega heroja odlikovan 23. julija 1952.
- Miloš Komatina (1885–1943), za narodnega heroja proglašen 10. julija 1953.
- Stojan Komljenović (1920–1943), za narodnega heroja proglašen 24. julija 1953.
- Danilo Komnenović (1915 - 2001), z redom narodnega heroja odlikovan 23. julija 1952.
- Rade Kondić (1916–1944), za narodnega heroja proglašen 13. marca 1945.
- Radoje Kontić (1919–1943), za narodnega heroja proglašen 13. julija 1953.
- Dragica Končar (1915–1942), za narodnega heroja proglašena 23. julija 1952.
- Rade Končar (1911–1942), za narodnega heroja proglašen 7. avgusta 1942.
- Marko Končar Bura (1919–1942), za narodnega heroja proglašen 23. julija 1952.
- Vasijlije Koprivica (1919–1943), za narodnega heroja proglašen 20. decembra 1951.
- Dušan Korać (1920–1998), z redom narodnega heroja odlikovan 27. novembra 1953.
- Milan Korica Kovač (1919–1987), z redom narodnega heroja odlikovan 27. novembra 1953.
- Stevan Korica Lola (1916–1942), za narodnega heroja proglašen 27. novembra 1953.
- Đuro Kosanović (1917–1943), za narodnega heroja proglašen 5. julija 1951.
- Stane Kosec (1913–1941), za narodnega heroja proglašen 27. novembra 1953.
- Ivan Kosovel (1912–1943), za narodnega heroja proglašen 27. novembra 1953.
- Pero Kosorić (1918–1969), z redom narodnega heroja odlikovan 20. decembra 1951.
- Svetozar Kosorić (1913–1943), za narodnega heroja proglašen 5. julija 1951.
- Blagoje Kostić Crni (1920–1943), za narodnega heroja proglašen 5. julija 1952.
- Ilija Kostića (1911–1992), z redom narodnega heroja odlikovan 27. julija 1953.
- Martin Antona Kotar - Pilat (1922–1944), za narodnega heroja proglašen 13. septembra 1952.
- Bogdan Kotlica (1909–1942), za narodnega heroja proglašen 13. julija 1953.
- Franc Kočevar Ciril (1918–), z redom narodnega heroja odlikovan 15. julija 1952.
- Fana Kočovski–Cvetković (1927 - 2004), z redom narodnega heroja odlikovana 9. oktobra 1953.
- Dušan Košutić (1912–1945), za narodnega heroja proglašen 1. februara 1946.
- Ivan Stevo Krajačić (1906–1986), z redom narodnega heroja odlikovan 23. julija 1952.
- Boris Krajger (1914–1967), z redom narodnega heroja odlikovan 5. septembra 1953.
- Dušan Krajger (1908–1943), za narodnega heroja proglašen 20. decembra 1951.
- Josip Kraš (1900–1941), za narodnega heroja proglašen 26. julija 1945.
- Otmar Kreačić (1913–1992), z redom narodnega heroja odlikovan 20. decembra 1951.
- Franc Krese (1919–1980), z redom narodnega heroja odlikovan 27. novembra 1953.
- Ivan Krkač (1911–1942), za narodnega heroja proglašen 9. februara 1952.
- Maks Krmelj Matija (1910–2004), z redom narodnega heroja odlikovan 27. novembra 1953.
- Rudolf Kroflin (1916–1941), za narodnega heroja proglašen 14. decembra 1949.
- Branko Krsmanović (1915–1941), za narodnega heroja proglašen 9. maja 1945.
- Vicko Krstulović (1905–1988), z redom narodnega heroja odlikovan 23. julija 1952.
- Uroš Krunić (1914–1973), z redom narodnega heroja odlikovan 27. novembra 1953.
- Gojko Kruška (1922–1944), za narodnega heroja proglašen 20. decembra 1951.
- Vukman Kruščić (1909–1942), za narodnega heroja proglašen 12. julija 1949.
- Maksim Kujundžić (1923–1944), za narodnega heroja proglašen 20. decembra 1951.
- Milan Kukić (1914–1943), za narodnega heroja proglašen 23. julija 1952.
- Nikola Kukić (1914–1941), za narodnega heroja proglašen 20. decembra 1951.
- Cvijo Kukolj (1917–1944), za narodnega heroja proglašen 27. novembra 1953.
- Marko Kulić (1914–1941), za narodnega heroja proglašen 27. novembra 1953.
- Danila Kumar Andreja (1921–1944), za narodnega heroja proglašena 20. decembra 1951.
- Miloš Kupres (1920–1942), za narodnega heroja proglašen 24. julija 1953.
- Milan Kuprešanin (1911–2005), z redom narodnega heroja odlikovan 23. julija 1952.
- Milka Kufrin (1921–2000), z redom narodnega heroja odlikovan 23. julija 1953.
- Antonija Kuclar (1896–1942), za narodnega heroja proglašena 21. julija 1953.
- Milan Kuč (1906–1943), za narodnega heroja proglašen 11. julija 1945.
- Milinko Kušić (1912–1943), za narodnega heroja proglašen 9. maja 1945.